# Заводское (Николаевская область)
Заводское (укр. Заводське; до 2025 годах — Первомайское) — посёлок (в 1963—2023 годы — посёлок городского типа) в Витовском районе Николаевской области Украины.

## История
Во время Великой Отечественной войны в 1941—1943 гг. селение находилось под немецкой оккупацией.
В 1975 году здесь действовали сахарный завод и три совхоза.
В январе 1989 года численность населения составляла 3801 человек, по данным переписи 2001 года — 3552 человека. По состоянию на 1 января 2013 года численность населения составляла 2901 человек.

## Происхождение названия
Село было названо в честь праздника весны и труда Первомая, отмечаемого в различных странах 1 мая; в СССР он назывался Международным днём солидарности трудящихся.
На территории Украиской ССР имелись 50 населённых населённых пунктов с названием Першотравневое и 27 — с названием Первомайское.

## Транспорт
Недалеко от посёлка находится ж.-д. станция Заселье (линия Николаев — Снигирёвка)

## Местный совет
57232, Николаевская обл., Витовский р-н, пгт Первомайское, ул. Юбилейная, 9